# Erbil (provins)

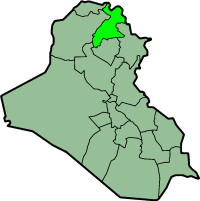
Provinsen Erbils läge i Irak.

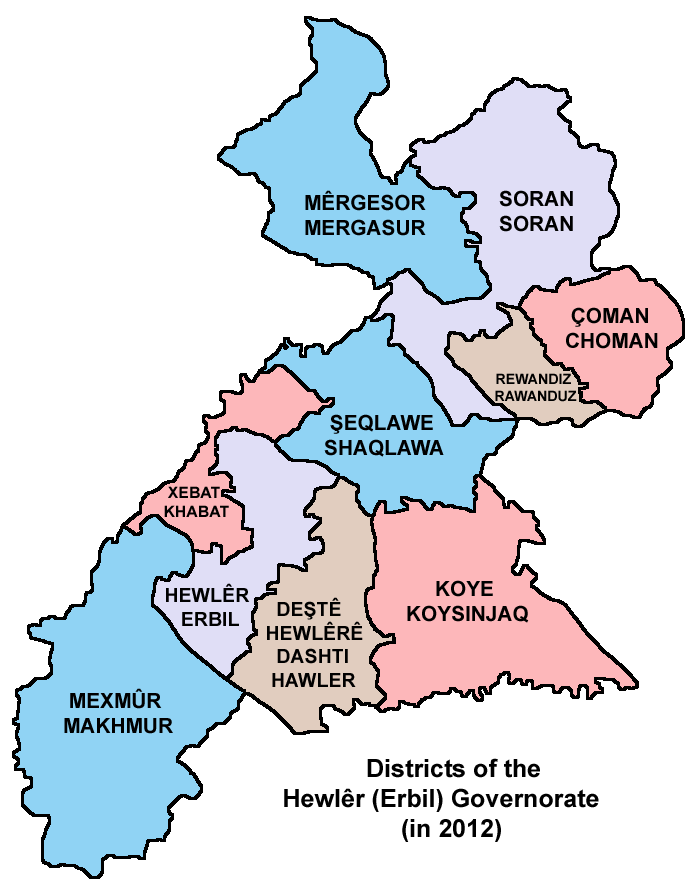
De olika distrikten i Arbil (2012).

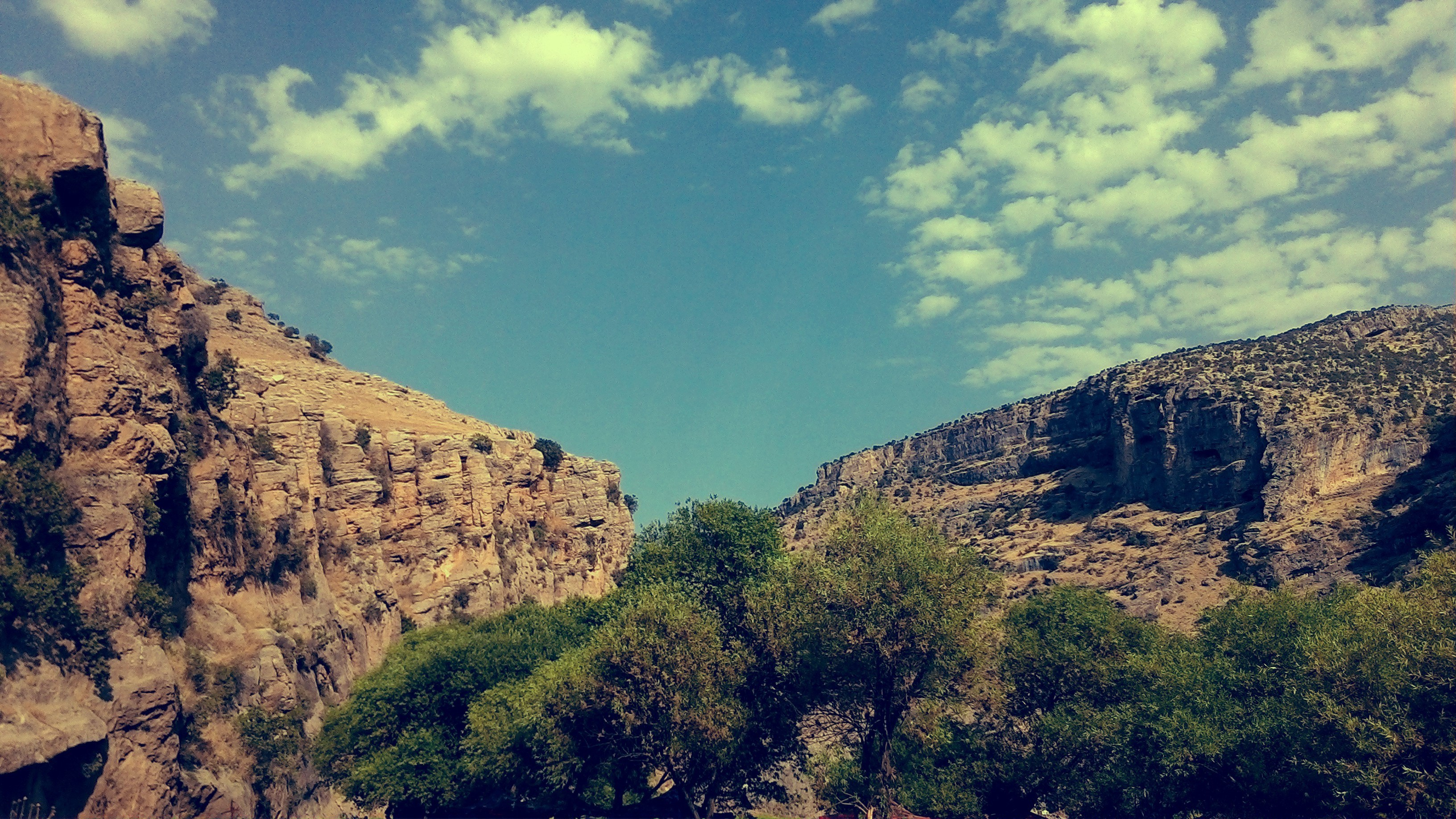
Bergsområde i Erbil, 2016.

Erbil, eller Arbil (arabiska: أربيل Arbil; kurdiska: Hewlêr, ھەولێر), är en provins i norra Irak, i den autonoma regionen Irakiska Kurdistan. Provinsen har gräns mot både Iran och Turkiet. Den hade en uppskattad folkmängd av 1 532 081 invånare 2009, på en yta av 15 074 km². Den administrativa huvudorten är staden Erbil.

## Administrativ indelning
Provinsen var 2009 indelad i nio distrikt:
- Erbil, Choman, Dashti Hawlere (Benselawa), Khabat, Koy Sanjaq, Mergasur, Rawanduz, Shaqlawa, Soran